# Dirphya minor
Dirphya minor là một loài bọ cánh cứng trong họ Cerambycidae.